# 切特·沃克
切斯特·沃克（英語：Chester Walker，1940年2月22日—2024年6月8日），美国NBA联盟前职业篮球运动员。

## 外部連結
- 切特·沃克在NBA官網（英语）
- 切特·沃克在Basketball-Reference.com（NBA）（英语）
- 切特·沃克在Sports-Reference.com（NCAA）（英语）
- 切特·沃克在Proballers（英语）
- 切特·沃克在RealGM（球員）（英语）
- 切特·沃克在奈史密斯篮球名人纪念堂（英语）